# Corregiment
Un corregiment era, primigèniament, una demarcació administrativa del regne de Castella, a càrrec d'un corregidor i d'un tinent de corregidor. A l'Aragó, Catalunya i el País Valencià van ser introduïts els corregiments per Felip V a partir dels decrets de Nova Planta en substitució de les juntes, vegueries i governacions, respectivament. La imposició de la nova organització va tenir algunes particularitats com el caràcter de governació militar i la creació d'alcaldies majors en comptes de tinents de corregidor. La institució va desaparèixer a Catalunya durant la guerra del Francès, quan s'integrà al Primer Imperi Francès en els departament francès de Departament de Montserrat, Departament del Segre, Departament del Ter i Boques de l'Ebre. Van desaparèixer definitivament amb la nova divisió territorial d'Espanya de 1833 organitzada en províncies. A alguns països d'Amèrica (Colòmbia, Costa Rica, Panamà) es manté el nom amb diferents funcions territorials.

## Castella
Els corregidors del regne de Castella es van començar a desplegar a la fi del segle xiii als principals municipis. La seva funció era alhora de jutge reial i d'agent polític que topava sovint amb l'hostilitat dels consells municipals. Els Reis Catòlics van generalitzar la institució creant una xarxa corregimental a Castella. La primera relació és del 1494 i consta de 64 corregiments, amb un nombre més elevat al nord del Tajo on hi havia els municipis més poderosos. En una pragmàtica del 1500 es van regular les seves funcions. A més de jutge, dirigia l'ajuntament, controlava l'ordre públic i intervenia en les qüestions fiscals.
El tinent de corregidor era el suplent i col·laborador. Exercia de jutge quan el corregidor no era home de lletres.

## Corona d'Aragó

Mapa polític de Catalunya mostrant els diversos corregiments existents a Catalunya, que substituïren les vegueries l'any 1719. El mapa mostra acolorits els límits dels dotze corregiments i la regió de la Vall d'Aran, sobre la divisió municipal i comarcal vigent a Catalunya al 2015 per tal de dotar-la d'un marc de referència contemporani. A més es ressalten les localitats que tenien alcalde major.

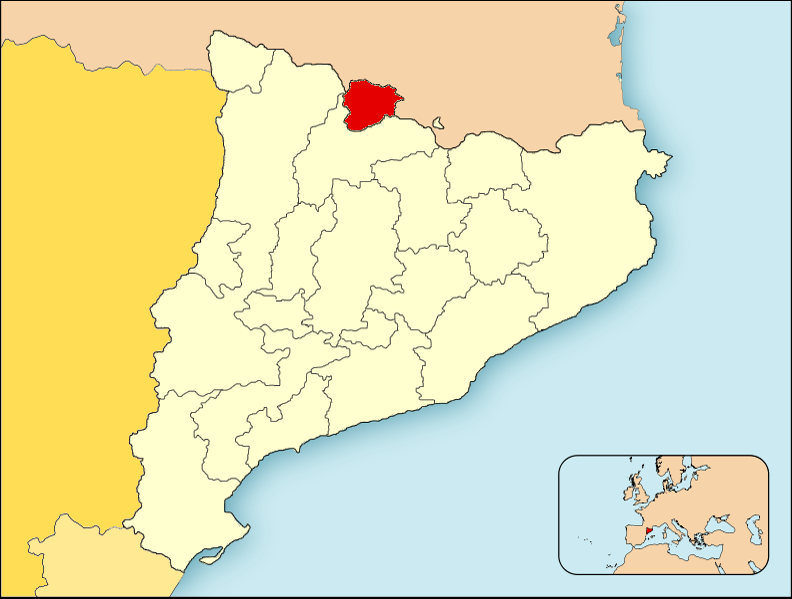
Mapa polític de Catalunya mostrant les antigues vegueries

A l'Aragó, al Principat de Catalunya i al País Valencià es va substituir l'administració pròpia pels corregiments castellans arran dels decrets de Nova Planta (1707-1716).
Al Principat es van substituir les quinze vegueries i vuit sotsvegueries per dotze corregiments. Cinc de les vegueries i quatre sotsvegueries van passar a ser alcaldies majors, i es van crear les noves demarcacions de Mataró, segregada de Barcelona, i de Talarn, abans sotsvegueria. Cadascun dels corregiments tenia un corregidor que residia a la capital del corregiment, sovint assistit per un tinent
- Barcelona,
- Mataró, amb l'alcaldia major a Mataró i Granollers,
- Girona, amb alcalde major a Girona i Besalú o Figueres,
- Vic, amb alcalde major a Vic i Camprodon,
- Puigcerdà, amb alcalde Major a Puigcerdà,
- Talarn, abans sotsvegueria de Pallars, amb alcalde major a Talarn,
- Lleida, amb alcalde major a Balaguer i Tàrrega,
- Cervera, amb alcalde major a Cervera i Agramunt,
- Manresa, amb alcalde major a Manresa i Berga,
- Vilafranca, amb alcalde major a Vilafranca del Penedès i Igualada,
- Tarragona, amb alcalde major a Tarragona i Montblanc,
- Tortosa, amb alcalde major a Tortosa,

A més, la Vall d'Aran es constitueix en districte especial no assignat.
Al País Valencià es van substituir les dues governacions per onze corregiments:
- València
- Alacant
- Castelló de la Plana
- Xàtiva, amb els corregiments agregats de Montesa i Cofrents
- Morella
- Oriola
- Alzira
- Vila Joiosa (Dénia)
- Alcoi
- Peníscola
- Xixona.

Al Regne d'Aragó es van substituir setze juntes per tretze corregiments:
- Saragossa
- Albarrasí
- Alcanyís
- Barbastre
- Benavarri
- Borja
- Calataiud
- Cinco Villas
- Daroca
- Osca
- Jaca
- Tarassona
- Terol.

A Catalunya i al País Valencià es va militaritzar el càrrec anomenant com a corregidors a militars de guarnició. La figura, a les ordres del capità general, s'identificava amb la governació militar amb funcions de policia. Al Principat van rebre, a més de les instruccions pròpies d'un corregidor, d'altres d'especials com vetllar per la prohibició d'armes, depurar els desafectes al règim i introduir la llengua castellana.
Els tinents de corregidor al Principat van prendre el nom d'alcaldes majors. A diferència dels corregidors, que eren militars forasters, els alcaldes majors eren lletrats del país amb funcions judicials i administratives. Generalment es van establir alcaldies majors a les capitals de vegueries o sotsvegueries suprimides.